# Ан Сан
Ан Сан (кор. 안산, нар. 27 лютого 2001) — південнокорейська лучниця, триразова олімпійська чемпіонка 2020 року. Перша корейська триразова золота медалістка.

## Виступи на Олімпіадах
| Олімпіада  | Дисципліна        | Місце |
| ---------- | ----------------- | ----- |
| Токіо 2020 | особисті          | 1     |
| Токіо 2020 | командна першість | 1     |
| Токіо 2020 | змішана команда   | 1     |

## Дискримінація
У 2021 році після виступу лучниці на Олімпійських іграх 2020 на спортсменку вилився шквал докорів з боку корейських чоловіків. Коментатори соціальних мереж говорили, що вибір зачіски Ан Сан свідчить про те, що вона феміністка, деякі з них вимагали її вибачення і навіть позбавлення її олімпійських титулів. 